# 増田立軒
増田 立軒（ますだ りっけん、延宝元年（1673年） - 寛保3年8月14日（1743年10月1日））は、江戸時代初期の儒学者。諱は謙之。字は益夫。通称は文内、平内。別号は清世逸人、不染居士。

## 生涯
阿波国・徳島藩医・増田策庵の次男として生まれる。

### 京都留学
元禄4年（1691年）、両親の命で医術を学ぶため京都に上り、伏見京町南八丁目の中村惕斎に漢学を学んだ。元禄8年（1695年）秋、姉の病気見舞のため帰国後、2月14日弟・公房を伴って京都に戻った。元禄10年（1697年）8月21日、惕斎に従って大坂、奈良、淀を廻り、帰京した。元禄11年（1701年）、惕斎は東九条宇賀辻村（京都市南区東九条東札辻町）に転居した。元禄12年（1699年）9月20日夜、惕斎に学統を継ぐよう嘱望され、元禄15年（1702年）惕斎が死去すると、その養子となって学塾を継ぎ、京都に住み続けた。

### 徳島藩儒
宝永5年（1708年）3月、宝永の大火に罹災し、徳島に帰って藩医の兄・昌慶宅に滞在していたところ、9月18日阿波藩主蜂須賀綱矩に15石7人扶持で出仕を命じられ、綱矩と嫡子蜂須賀吉武の侍講を務めた。正徳4年（1714年）3月2日、兄が乱心自殺し、藩医増田家が断絶すると、滞在中の屋敷をそのまま与えられた。享保7年（1722年）11月200石加増。
享保10年（1725年）、江戸で藩の世継ぎであった蜂須賀吉武が死去し、享保13年（1728年）綱矩も隠居し、蜂須賀宗員が藩主に即位した。宗員は5月に帰国し、立軒は9月から侍講を務めた。享保19年（1734年）12月綱矩年譜、享保20年（1735年）5月吉武年譜を作成した。享保20年（1735年）宗員が死去し、新藩主蜂須賀宗英の侍講を務める。元文元年（1736年）6月、蜂須賀氏歴史書『渭水聞見録』が完成した。元文4年（1739年）12月宗英が隠居し、元文5年（1740年）5月新藩主蜂須賀宗鎮が帰国、侍講を務めた。
寛保3年（1743年）8月14日死去。享年は大正時代に「八十前後ならん」とされたのが誤伝され、享年80とされてきたが、東京在住の増田家系図、過去帳により、享年71と判明した。墓所は徳島県徳島市の臨江寺。
徳島藩学問処では、増田立軒の影響により、幕末まで惕斎の著書を中心に講義が行われた。

## 関わった著作

### 校点
- 『四書章句集註鈔説』12巻 - 元禄3年（1690年）惕斎序、宝永5年（1708年）3月刊。「大学」1巻、「中庸」2巻、「論語」5巻、「孟子」4巻。大坂で盗板を受けて中村孟幹が刊行したものだが、時期的に立軒が主力での出版と推測される[4]。
- 『五経筆記』63巻 - 「周易本義」16巻、「書集伝」12巻、「詩集伝」16巻、「礼記集説」15巻、「春秋胡氏伝」4巻からなる大著。家老長谷川貞雄の援助等を受けて、長期に渡って刊行された[4]。
- 『詩経示蒙句解』18巻 - 享保13年（1728年）立軒序[4]。

### 編著
- 『孝経刊誤集解』 - 元禄9年（1696年）6月序、元禄17年（1704年）1月刊。惕斎著『孝経集説』をもとに、董鼎撰『孝経大義』の節を取り入れて編集したもの[4]。
- 『講学筆記』3巻 - 寛保3年（1743年）閏4月立軒門露木高篤跋[4]。

### 和文注解
- 『慎終疏節聞録』 - 惕斎著『慎終疏節』の注釈書。元禄15年（1702年）7月26日惕斎死去後にまとめられ、閏8月21日立軒序。無窮会平沼文庫所蔵[4]。
- 『追遠疏節聞録』 - 惕斎著『追遠疏節』の注釈書。享保15年（1730年）母死去後にまとめられた。内閣文庫、無窮会平沼文庫所蔵[4]。
- 『入学紀綱句解』 - 惕斎著『入学紀綱』の注釈書。享保13年（1728年）12月序[4]。

### 独自の著書
- 『惕斎先生行状』　…　中村惕斎の伝記。遺言に従って撰す。黄榦（中国語版）「朱子行状」を模範とした大作。寛保3年（1743年）閏3月露木高篤跋、延享3年（1746年）9月刊[4]。
- 『仲子語録』5巻　…　中村惕斎の言行録。内閣文庫所蔵。
- 『渭水聞見録』4巻 - 元文元年（1736年）6月引。大永元年（1521年）蜂須賀正利から享保20年（1735年）蜂須賀宗員死去までの歴代事蹟を編年体で記す[1]。
- 『聞録周易伝義』 - 昭和53年（1978年）東京の古書店で発見され、徳島大学附属図書館に蔵められた。安永7年（1778年）4月米本貞之序[4]。
- 『楽説紀聞』
- 『立軒雑記』

## 増田家
増田家は曽祖父から父の代まで代々徳島藩医を務めていたが、立軒の兄の代で断絶した。立軒が藩儒に採用されて以降、藩儒としての増田家は幕末まで続いた。

### 親族
- 曽祖父：増田孫右衛門道益 - 石川織部は長宗我部元親に仕え、荻野織部を討った後、阿波国海部郡で剃髪して道益と号した[1]。その後、徳島で徳島藩主蜂須賀家政に仕え、大坂の陣に蜂須賀至鎮の侍医として従軍した[1]。
- 祖父：増田策庵玄甫 - 初名は正太夫、江戸で曲直瀬玄朔に学び、寛永15年（1638年）150石、屋敷拝領、延宝2年（1674年）病没した[1]。
- 父：増田策庵玄胡 - 初名は宗扁、8度参勤交代に従い、250石に加増され、宝永2年（1705年）10月29日病没した[1]。
- 母：藩医竹内玄怡女、享保15年（1730年）3月11日没[1]。
  - 兄：増田昌慶玄隣 - 玄胡の長男で、四代目を継いだものの、正徳4年（1714年）3月2日乱心自殺した[1]。
  - 姉：延原源八為元妻[1]。
  - 弟：増田小四郎、早世[1]。
  - 弟：増田孫左衛門公房、名は惇、字は正倫、早世[1]。
  - 弟：増田泉春水[1]。
  - 弟：増田庄兵衛之毀 - 享保5年（1720年）5月4日病没[1]。
- 妻：宝暦13年（1763年）8月23日没[1]。
  - 養子：増田勇助玄興 - 兄昌慶長男、享保9年（1724年）縁組[1]。

### 子孫
幕末まで代々徳島藩儒を務めた。
1. 増田平内謙之
2. 増田勇助玄興 - 幼名は益太郎、通称は勇助、字は伯志、号は謹宇、止善軒、明和8年（1771年）5月19日70で没[1]。
3. 増田高迢 - 玄興次男。号は乙秀。安永5年（1776年）7月12日18で病没[4]。
4. 増田騆助匡芳 - 藩士長谷川十五兵衛興澄次男。寛政2年（1790年）3月江戸に出て柴野栗山に学ぶも、寛政3年（1791年）9月26日病没[4]。
5. 増田哲次希哲 - 藩医新居荘筑三男。字は明卿、号は衡亭。明和7年（1770年）生、寛政4年（1792年）8月江戸に出て柴野栗山に学ぶ。『渭水聞見録』を書き継ぐ。天保12年（1841年）1月29日病没[4]。
6. 増田幸之助季彦 - 女婿団惣兵衛景永次男。号は竜瀕。慶応2年（1866年）1月24日没[4]。
7. 増田希周[4]